# خط هجانگار
خط هجانگار  مجموعه ای از خط‌های نوشتاری است که هر نشانه بیانگر یک هجا است که این هجا غالباً هجای کوتاه است یعنی ترکیبی از یک همخوان و یک واکه. البته گاه یک نشانه صرفاً معرف یک واکه است. این خط مناسب زبان‌هایی است که ساختار هجایی نسبتاً ساده‌ای دارند، مانند زبان ژاپنی.